# Georges Bearune
Georges Bearune (27 de julio de 1989) es un futbolista neocaledonio que juega como defensor en el Magenta.

## Carrera
Debutó en 2008 jugando para el Gaïtcha. En 2016 pasó al Magenta.

### Clubes
| Club        | País            | Año             |
| ----------- | --------------- | --------------- |
| Gaïtcha FCN | Nueva Caledonia | 2008 - 2015     |
| AS Magenta  | Nueva Caledonia | 2016 - Presente |

### Selección nacional
Fue convocado para representar a Nueva Caledonia en la Copa de las Naciones de la OFC 2012 y 2016.